# Comedown Machine
Albums de The Strokes
Angles
(2011) The New Abnormal
(2020)
Singles
1. All The Time
Sortie : 19 février 2013 en téléchargement légal

Comedown Machine est le cinquième album studio du groupe de rock américain The Strokes, sorti le 25 mars 2013.
Le 25 janvier 2013, le groupe met en ligne un premier extrait, One Way Trigger, téléchargeable gratuitement sur le site internet du groupe.
Le premier single, All The Time, a été diffusé pour la première fois le 12 février 2013 durant l'émission radio de Zane Lowe et est disponible en téléchargement légal depuis le 19 février 2013.
Le 19 mars 2013, l'album est mis en écoute streaming sur le site de Pitchfork.

## Pistes
| No  | Titre                       | Durée |
| --- | --------------------------- | ----- |
| 1.  | Tap Out                     | 3:42  |
| 2.  | All The Time (single)       | 3:01  |
| 3.  | One Way Trigger             | 4:02  |
| 4.  | Welcome to Japan            | 3:51  |
| 5.  | 80′s Comedown Machine       | 4:58  |
| 6.  | 50/50                       | 2:43  |
| 7.  | Slow Animals                | 4:21  |
| 8.  | Partners In Crime           | 3:37  |
| 9.  | Chances                     | 3:22  |
| 10. | Happy Ending                | 2:52  |
| 11. | Call It Fate, Call It Karma | 3:25  |